# 畑岡村 (青森県)
畑岡村（はたおかむら）は、かつて青森県にあった村。

## 地理
- 河川：平川

## 施設
板柳町との合併時点
- 国鉄五能線林崎駅
- 畑岡中学校
- 畑岡小学校

## 沿革
- 1889年（明治22年）4月1日 - 町村制施行により南津軽郡林崎村、飯田村、横沢村、辻村、大田村、長野村、深味村が合併し、畑岡村が発足。
- 1955年（昭和30年）3月10日 - 北津軽郡板柳町、小阿弥村、沿川村と合併し、板柳町を新設して消滅[1]。